# Lista siturilor arheologice din județul Harghita - J
Lista siturilor arheologice din județul Harghita - J conține toate siturile arheologice din județul Harghita înscrise în Repertoriul Arheologic Național (RAN) și aflate în localități al căror nume începe cu litera J. RAN este administrat de Ministerul Culturii și Patrimoniului Național și cuprinde date științifice, cartografice, topografice, imagini și planuri, precum și orice alte informații privitoare la zonele cu potențial arheologic, studiate sau nu, încă existente sau dispărute.
Puteți căuta un sit din localitățile care încep cu litera J folosind formularul de mai jos sau puteți naviga prin toate siturile din județ la Lista siturilor arheologice din județul Harghita.
| Cod RAN                                  | Denumire | Localitate                                                   | Adresă             | Datare                                     | Descoperit | Coordonate                                    | Imagine           | Erori            |
| ---------------------------------------- | --- | ------------------------------------------------------------ | ------------------ | ------------------------------------------ | ---------- | --------------------------------------------- | ----------------- | ---------------- |
| 83366.05.01 (Cod LMI: HR-I-s-B-12641)    | Situl arheologic de la Jigodin-Băi - Câmpul Morii / ansamblu Jigodin I (Categorie: locuire civilă) (Tip: Fortificație)                       | localitate componentă Jigodin-Băi, municipiul Miercurea Ciuc | Câmpul Morii       | geto-dacică sec. II a.Chr. - sec. I p.Chr. | 1980       | 46°20′51″N 25°48′38″E / 46.34748°N 25.81066°E | Încărcați imagine | Raportați eroare |
| 83366.05.02 (Cod LMI: HR-I-s-B-12641)    | Situl arheologic de la Jigodin-Băi - Câmpul Morii / ansamblu anonim (Categorie: locuire civilă) (Tip: Așezare)                               | localitate componentă Jigodin-Băi, municipiul Miercurea Ciuc | Câmpul Morii       | Gáva                                       | 1980       | 46°20′51″N 25°48′38″E / 46.34748°N 25.81066°E | Încărcați imagine | Raportați eroare |
| 83366.04.01 (Cod LMI: HR-I-s-B-12642)    | Situl arheologic de la Jigodin-Băi - Dealul Cetății / ansamblu Jigodin II (Categorie: fortificație) (Tip: Fortificație)                      | localitate componentă Jigodin-Băi, municipiul Miercurea Ciuc | Dealul Cetății     | dacică sec. II î.Chr. - I d.Chr.           |            | 46°19′01″N 25°47′13″E / 46.31699°N 25.78701°E | Încărcați imagine | Raportați eroare |
| 83366.04.02 (Cod LMI: HR-I-s-B-12642)    | Situl arheologic de la Jigodin-Băi - Dealul Cetății / ansamblu Cetatea Harom, Jigodin III (Categorie: fortificație) (Tip: Fortificație)      | localitate componentă Jigodin-Băi, municipiul Miercurea Ciuc | Dealul Cetății     | sec. XII - XIII                            |            | 46°19′01″N 25°47′13″E / 46.31699°N 25.78701°E | Încărcați imagine | Raportați eroare |
| 83366.03.01 (Cod LMI: HR-I-m-A-12643.03) | Fortificația Latene de la Jigodin-Băi - "Piscul Cetățuia" / ansamblu Cetatea Mică, Jigodin III (Categorie: fortificație) (Tip: Fortificație) | localitate componentă Jigodin-Băi, municipiul Miercurea Ciuc | Piscul Cetățuia    | geto-dacică sec. III - II î. Chr.          |            | 46°20′19″N 25°48′05″E / 46.33865°N 25.80151°E | Încărcați imagine | Raportați eroare |
| 83366.03.02 (Cod LMI: HR-I-m-A-12643.02) | Fortificația Latene de la Jigodin-Băi - "Piscul Cetățuia" / ansamblu Cetatea Mică, Jigodin III (Categorie: fortificație) (Tip: Fortificație) | localitate componentă Jigodin-Băi, municipiul Miercurea Ciuc | Piscul Cetățuia    | sec. I î. Chr - sec. II d. Chr.            |            | 46°20′19″N 25°48′05″E / 46.33865°N 25.80151°E | Încărcați imagine | Raportați eroare |
| 83366.03.03 (Cod LMI: HR-I-m-A-12643.01) | Fortificația Latene de la Jigodin-Băi - "Piscul Cetățuia" / ansamblu Cetatea Mică, Jigodin III (Categorie: fortificație) (Tip: așezare)      | localitate componentă Jigodin-Băi, municipiul Miercurea Ciuc | Piscul Cetățuia    | sec III                                    |            | 46°20′19″N 25°48′05″E / 46.33865°N 25.80151°E | Încărcați imagine | Raportați eroare |
| 83366.03.04 (Cod LMI: HR-I-s-A-12643)    | Fortificația Latene de la Jigodin-Băi - "Piscul Cetățuia" / ansamblu anonim (Categorie: fortificație) (Tip: Locuire)                         | localitate componentă Jigodin-Băi, municipiul Miercurea Ciuc | Piscul Cetățuia    | Wietenberg                                 |            | 46°20′19″N 25°48′05″E / 46.33865°N 25.80151°E | Încărcați imagine | Raportați eroare |
| 84567.01                                 | Celtul de bronz de la Joseni (Categorie: descoperire izolată) (Tip: obiect izolat)                                                           | sat Joseni, comuna Joseni                                    |                    |                                            |            |                                               | Încărcați imagine | Raportați eroare |
| 84567.02.01                              | Biserica medievală din Joseni / ansamblu anonim (Categorie: structură de cult/religioasă) (Tip: Biserică)                                    | sat Joseni, comuna Joseni                                    | Biserica catolică  |                                            |            |                                               | Încărcați imagine | Raportați eroare |
| 83366.02.03                              | Așezarea din epoca bronzului de la Jigodin - "Capătul Digului" / ansamblu anonim (Categorie: locuire civilă) (Tip: Așezare)                  | localitate componentă Jigodin-Băi, municipiul Miercurea Ciuc | Capătul Digului    | Wietenberg                                 |            |                                               | Încărcați imagine | Raportați eroare |
| 83366.02.02                              | Așezarea din epoca bronzului de la Jigodin - "Capătul Digului" / ansamblu anonim (Categorie: locuire civilă) (Tip: Așezare)                  | localitate componentă Jigodin-Băi, municipiul Miercurea Ciuc | Capătul Digului    | Noua - I                                   |            |                                               | Încărcați imagine | Raportați eroare |
| 83366.02.01                              | Așezarea din epoca bronzului de la Jigodin - "Capătul Digului" / ansamblu anonim (Categorie: locuire civilă) (Tip: Așezare)                  | localitate componentă Jigodin-Băi, municipiul Miercurea Ciuc | Capătul Digului    |                                            |            |                                               | Încărcați imagine | Raportați eroare |
| 83366.06.01                              | Așezarea din epoca bronzului de la Jigodin - "Coasta Stejarului" / ansamblu anonim (Categorie: locuire civilă) (Tip: Așezare)                | localitate componentă Jigodin-Băi, municipiul Miercurea Ciuc | Coasta Stejarului  | Jigodin                                    |            | 46°20′00″N 25°49′07″E / 46.33321°N 25.81855°E | Încărcați imagine | Raportați eroare |
| 83366.07.03                              | Situl din epoca bronzului de la Jigodin - "Galerie" / ansamblu anonim (Categorie: locuire) (Tip: sit)                                        | localitate componentă Jigodin-Băi, municipiul Miercurea Ciuc | Galerie            | Wietenberg                                 |            |                                               | Încărcați imagine | Raportați eroare |
| 83366.07.02                              | Situl din epoca bronzului de la Jigodin - "Galerie" / ansamblu anonim (Categorie: locuire) (Tip: sit)                                        | localitate componentă Jigodin-Băi, municipiul Miercurea Ciuc | Galerie            | Noua                                       |            |                                               | Încărcați imagine | Raportați eroare |
| 83366.07.01                              | Situl din epoca bronzului de la Jigodin - "Galerie" / ansamblu anonim (Categorie: locuire) (Tip: sit)                                        | localitate componentă Jigodin-Băi, municipiul Miercurea Ciuc | Galerie            | Ciurelu sec. IV-VI                         |            |                                               | Încărcați imagine | Raportați eroare |
| 83366.08.01                              | Mormântul în cistă de la Jigodin-Băi / ansamblu anonim (Categorie: descoperire funerară) (Tip: Mormânt în cistă)                             | localitate componentă Jigodin-Băi, municipiul Miercurea Ciuc |                    | Noua - I                                   |            |                                               | Încărcați imagine | Raportați eroare |
| 83366.09.01                              | Tezaurul monetar de la Jigodin-Băi - "Codor" / ansamblu anonim (Categorie: depozit/tezaur) (Tip: tezaur)                                     | localitate componentă Jigodin-Băi, municipiul Miercurea Ciuc | Codor              | sec. II - I î.Chr.                         |            |                                               | Încărcați imagine | Raportați eroare |
| 83366.10.01                              | Așezarea geto-dacică de la Jigodin-Băi - "Răchitiș" / ansamblu anonim (Categorie: locuire civilă) (Tip: Așezare)                             | localitate componentă Jigodin-Băi, municipiul Miercurea Ciuc | Răchitiș           | geto-dacică sec. I î.Chr. - I d.Chr.       |            |                                               | Încărcați imagine | Raportați eroare |
| 83366.11.01                              | Așezarea medievală timpurie de la Jigodin-Băi - "Cariera de Nisip" / ansamblu anonim (Categorie: locuire civilă) (Tip: Așezare)              | localitate componentă Jigodin-Băi, municipiul Miercurea Ciuc | Cariera de Nisip   | sec. XI-XII                                |            |                                               | Încărcați imagine | Raportați eroare |
| 83366.12.01                              | Așezarea geto-dacică de la Jigodin - "Izvorul Căprioarei" / ansamblu anonim (Categorie: locuire civilă) (Tip: așezare)                       | localitate componentă Jigodin-Băi, municipiul Miercurea Ciuc | Izvorul Căprioarei | dacică sec I a. Chr. - I p. Chr.           |            |                                               | Încărcați imagine | Raportați eroare |
| 83366.01.01                              | Așezarea neolitică de la Jigodin-Băi / ansamblu anonim (Categorie: locuire civilă) (Tip: Așezare)                                            | localitate componentă Jigodin-Băi, municipiul Miercurea Ciuc | Cetatea Mică       |                                            |            |                                               | Încărcați imagine | Raportați eroare |